# Frans van Rooy
Frans van Rooy (ur. 03 lipca 1963) – holenderski piłkarz.
Wychowanek PSV Eindhoven, w którym w drużynie seniorskiej zadebiutował w 1983 roku, a dwa lata później został uhonorowany nagrodą dla piłkarza roku w Holandii. W następnym sezonie przeniósł się do Royal Antwerp FC, a następnie grał w klubach takich jak Standard Liège, PAOK FC oraz KVC Westerlo.
Frans rozegrał 27 spotkań w ramach pucharów europejskich, w których zdobył cztery gole.